# Scarificateur

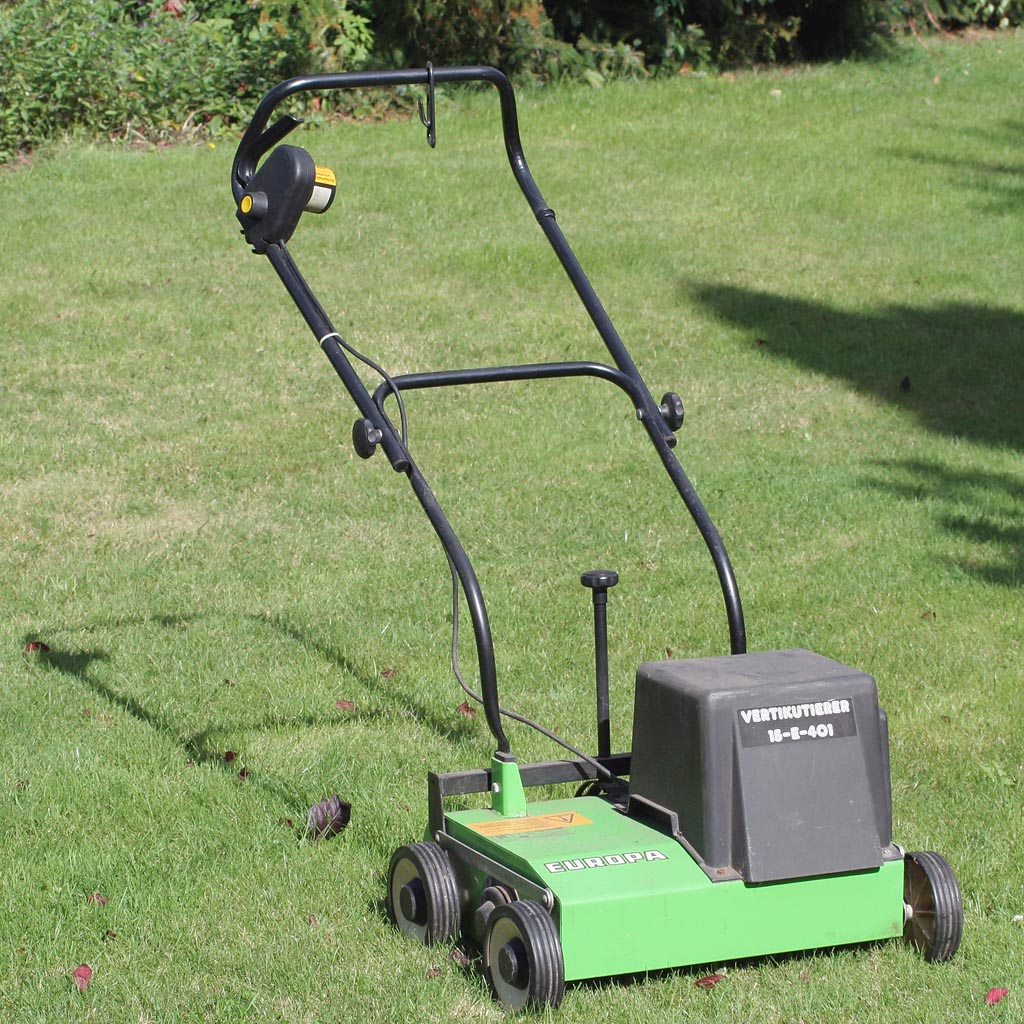
Scarificateur électrique de pelouse.

Un scarificateur est un instrument manuel ou motorisé, agricole, équipé de dents ou de couteaux métalliques. Il est utilisé pour défeutrer par scarification, c’est-à-dire lacérer la couche de végétaux qui se forme ou va se déposer progressivement sur la pelouse.  Invisible au début, cette accumulation étouffe peu à peu le gazon qui jaunit et se dégrade. Le feutre devient alors une barrière à l'entrée de l'eau, de l'air, de la lumière, ou à l'apport d'éléments nutritifs pour enrichir le sol (par terreautage ou engrais). La scarification permet de corriger l'acidité excessive du sol créée par le défaut d'aération. Après la scarification, la pelouse recouvre densité et résistance. 

## Différence entre le scarificateur et la tondeuse
Une tondeuse et un scarificateur motorisés sont d'apparence très proches. En revanche le travail des lames est très différent entre les deux modèles. Alors que les lames de la tondeuse coupent les graminées selon un plan horizontal, le scarificateur réalise une coupe verticale, encore appelée vertical cut en anglais, de la couche épaisse et fibreuse qui se greffe progressivement sur le sol et étouffe le gazon.

## Élimination du feutre et de la mousse

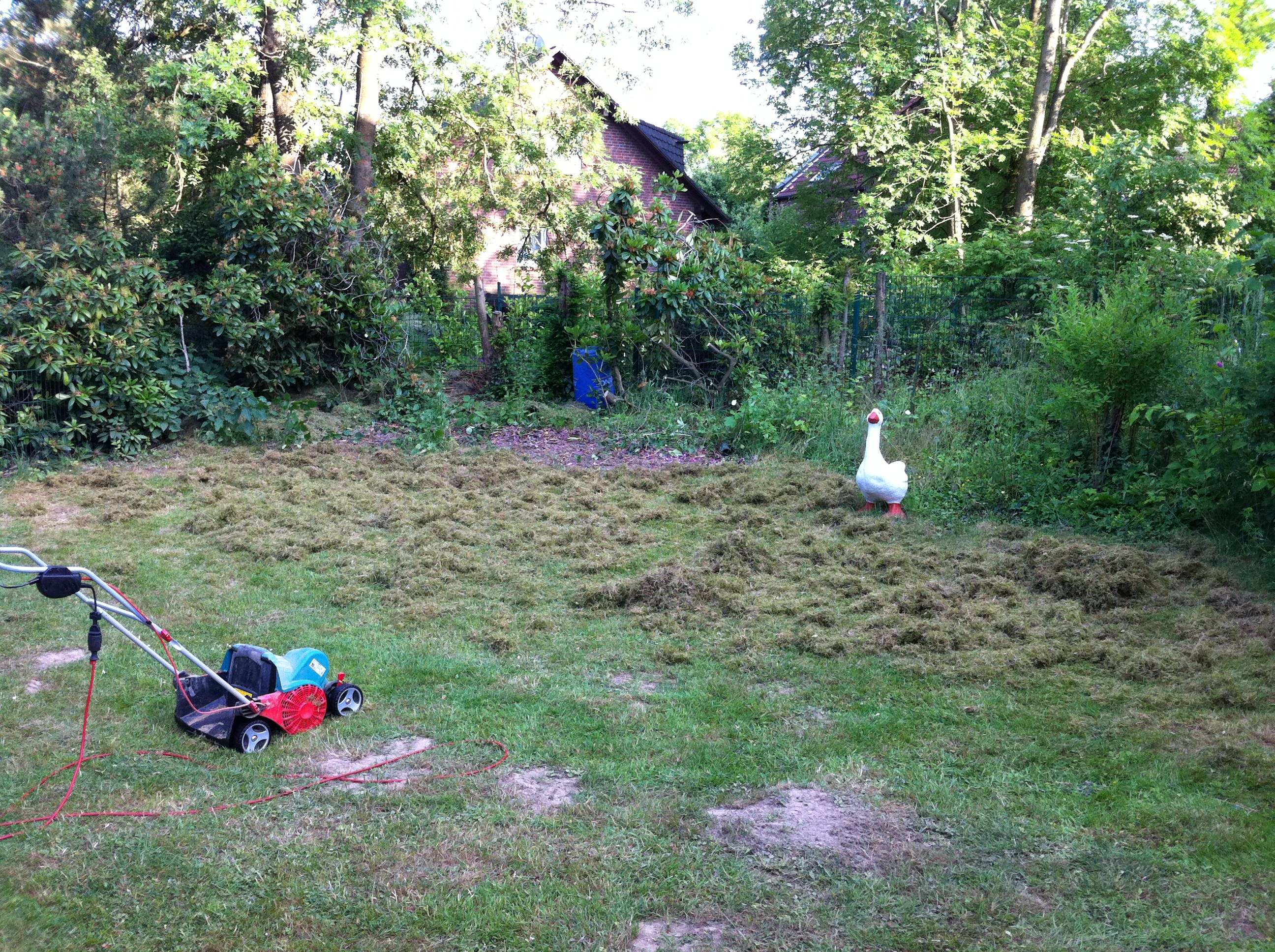
Résidus de feutre et de mousse après passage d'un scarificateur électrique.

La couche hachée grossièrement par le scarificateur provient de la prolifération de mousses sur les sols humides, situés à l'ombre ou trop compactés ; elle se développe avec le temps sur tout gazon. Le feutre est aussi composé de lichens, de champignons, de racines, d'un entrelacs d'herbes mortes formant avec le temps un revêtement impénétrable (appelé aussi feutrage), de débris de végétaux, de déchets de tontes, non ramassés ou mal intégrés.      

### La mousse
La mousse se forme dans le gazon dans les conditions suivantes :     
- Sur les surfaces humides. L'humidité provient souvent de la stagnation d'eau ou d'arrosages trop fréquents de la pelouse.
- Dans les zones ombragées, l'herbe pousse difficilement et la mousse se développe à ses dépens. Plutôt que de reconstituer un sol gazonneux, il est préférable d'utiliser d'autres couvre-sols comme les pervenches, hostas, muguets, lamium, fougères..., ou d'utiliser des espèces en couverture qui supportent le piétinement comme le serpolet, le dichondra rampant, la matricaire [2],[3].
- L'acidité du sol (pH < 7) est propice au développement des mousses[4]. Elle peut être compensée par un apport de chaux[2]. L'ajout de cendres de bois qui contiennent de 20 à 50% d'oxyde de calcium en fait aussi un amendement calcaire puissant[5].
- Le manque de potasse, de magnésium ou de calcium dans le sol[2]
- Le piètinement entraine un compactage du sol et favorise beaucoup la formation de mousses[3].

La mousse forme une barrière au développement du gazon, elle l'asphyxie, empêche l'eau de parvenir à ses racines et maintient une humidité superficielle trop importante. La scarification élimine mécaniquement les  mousses, maintient un gazon plus résistant, plus dense et plus esthétique.

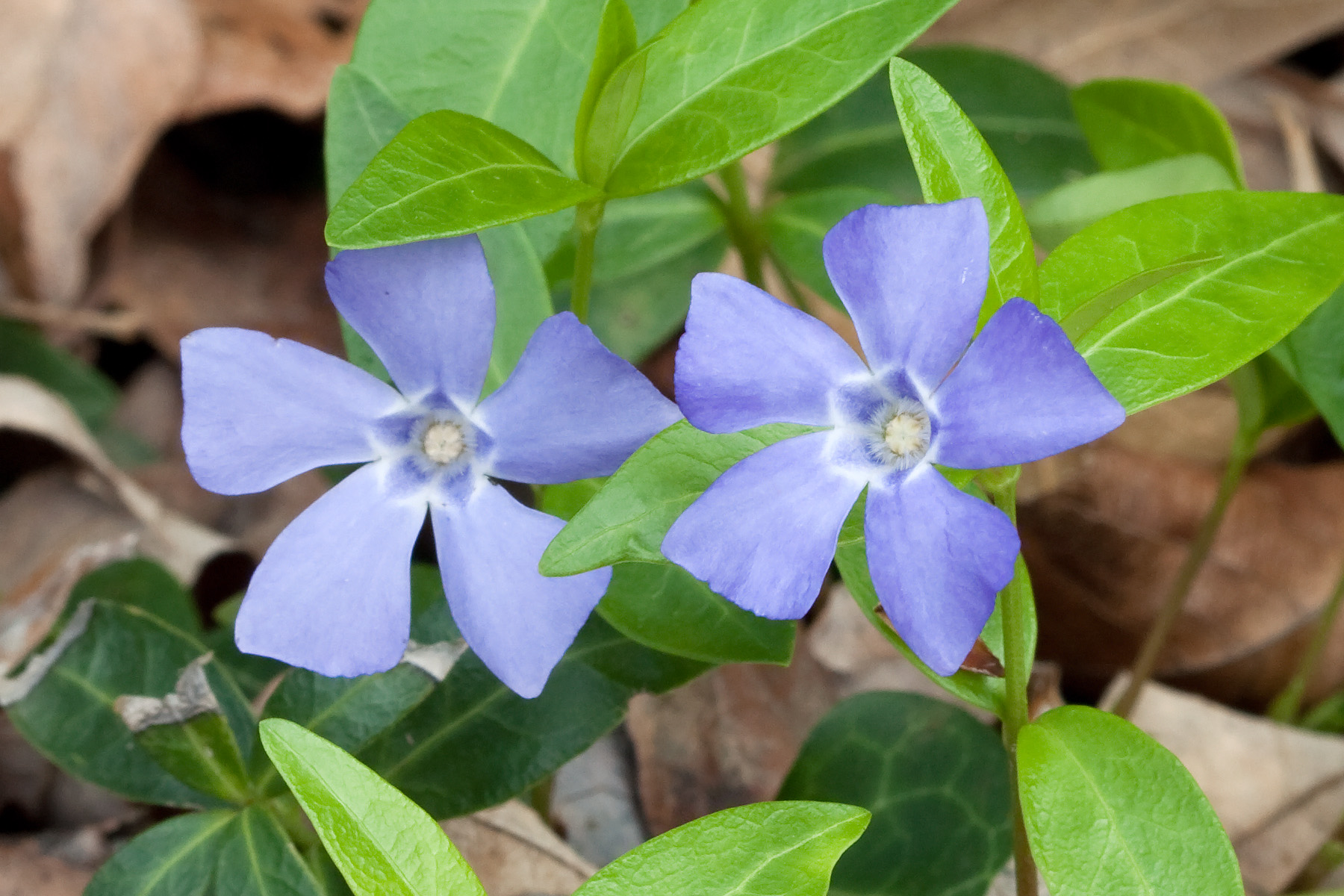
Petite pervenche.
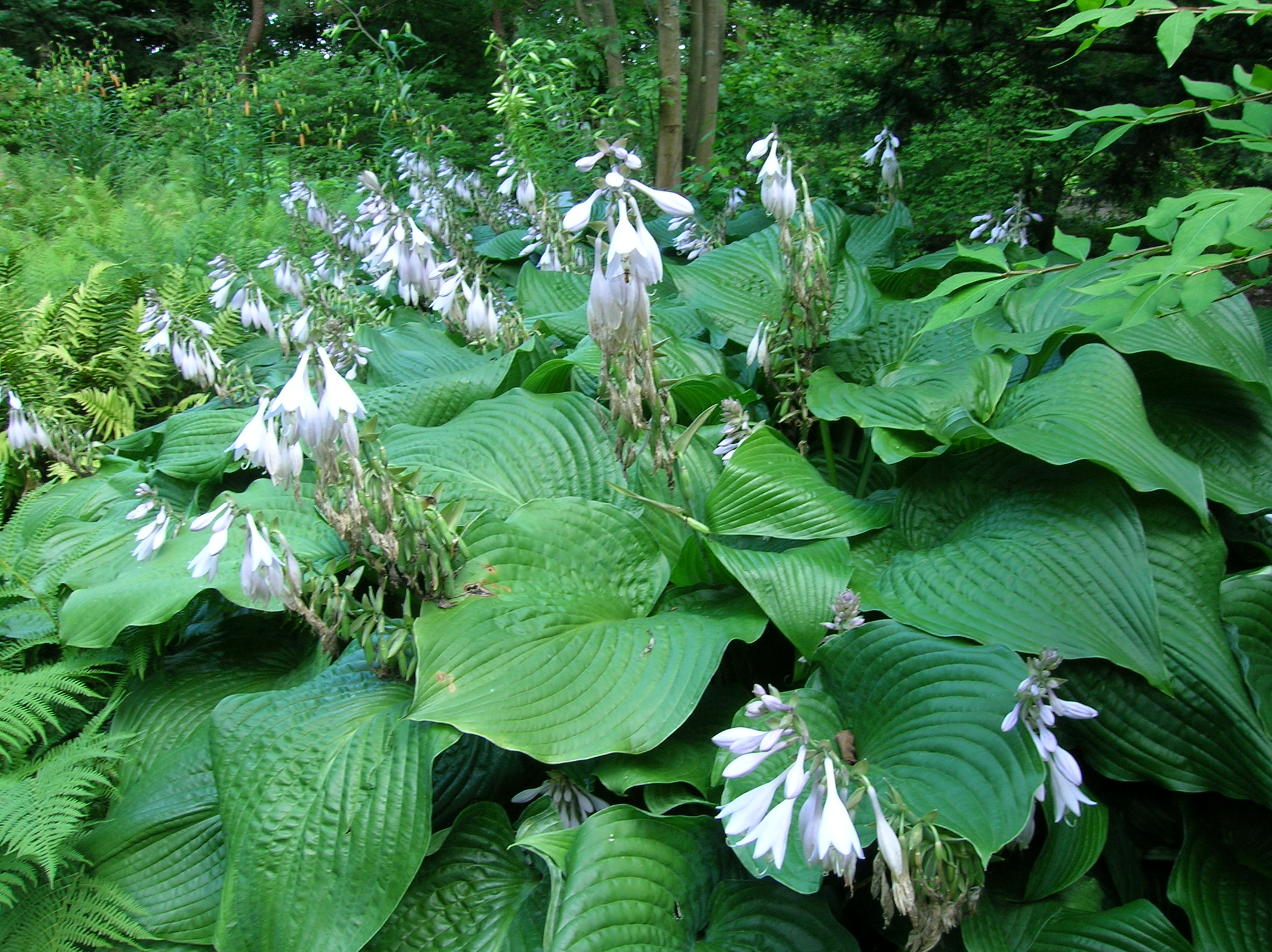
Hosta.
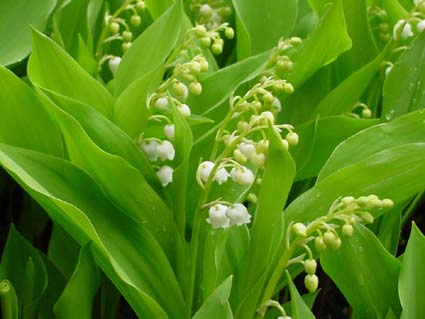
Muguet.
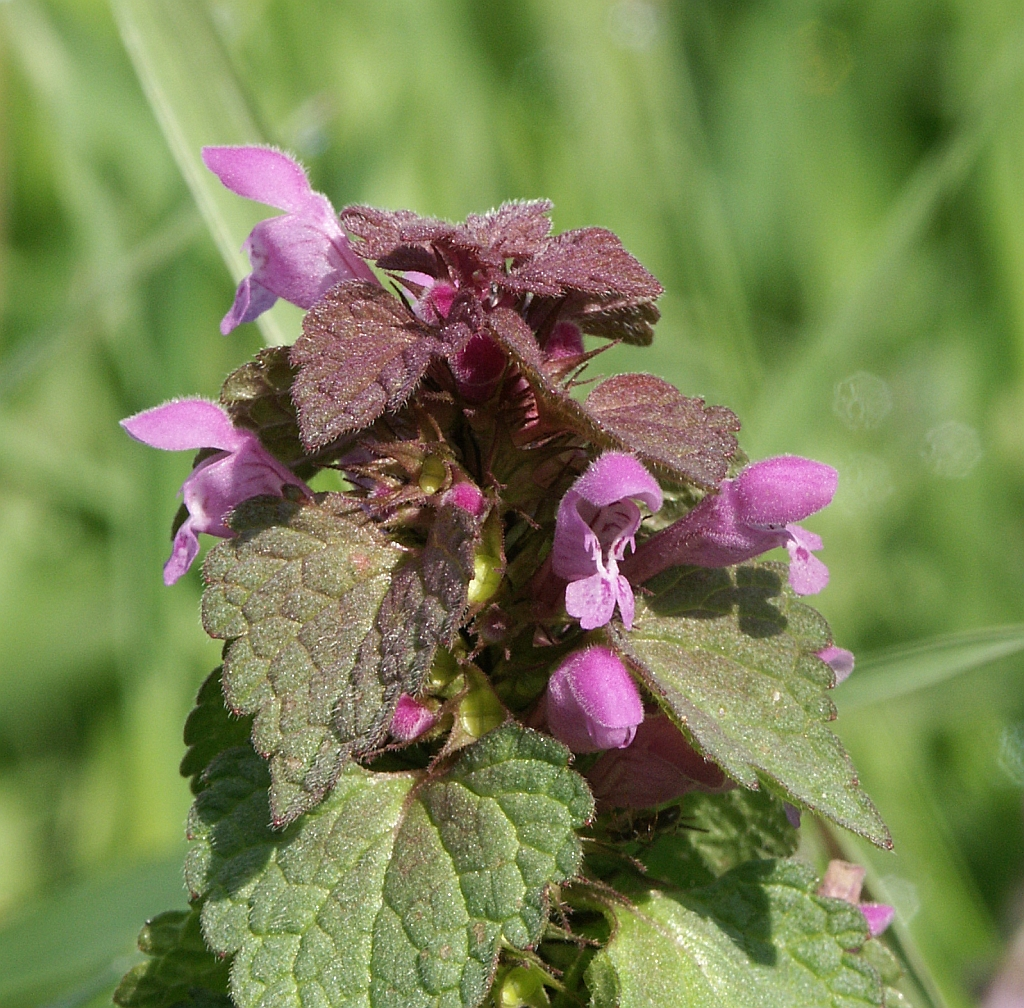
Lamier pourpre.
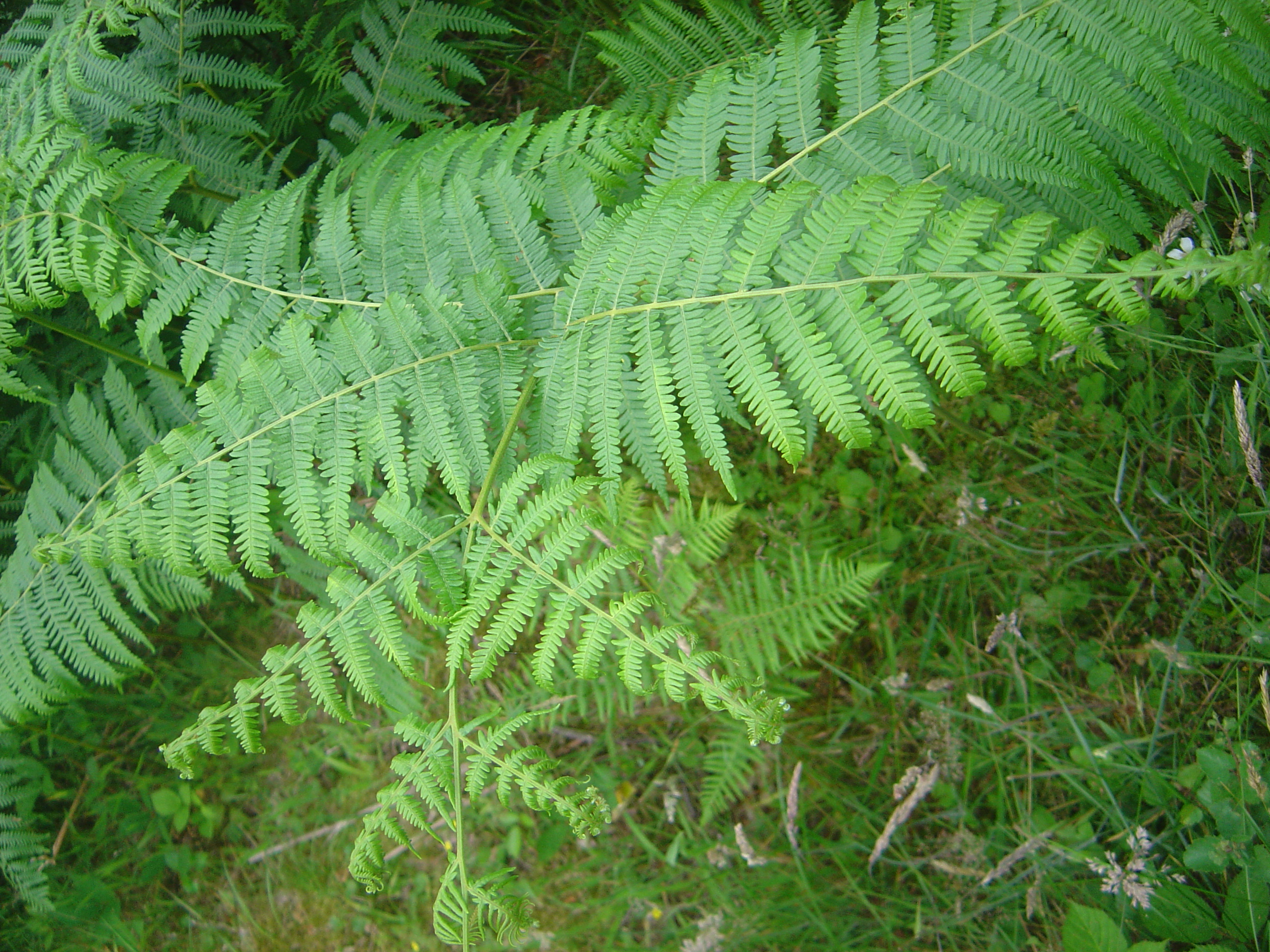
Fougère.

## Scarificateur ou démousseur
Le scarificateur est équipé de couteaux qui hachent menu la mousse ou le feutre et grattent superficiellement la terre.     
Le démousseur ou émousseur est un appareil parfois très proche en apparence. Il n'est pas muni de lames mais de griffes, qui limitent le travail de l'émousseur à l'élimination des mousses en surface. Il est parfois appelé aérateur. Le travail consiste en un nettoyage superficiel, la motorisation d'un démousseur est de fait moins puissante que celle d'un scarificateur qui gratte le sol sur quelques millimètres.    

## Aménagement du sol

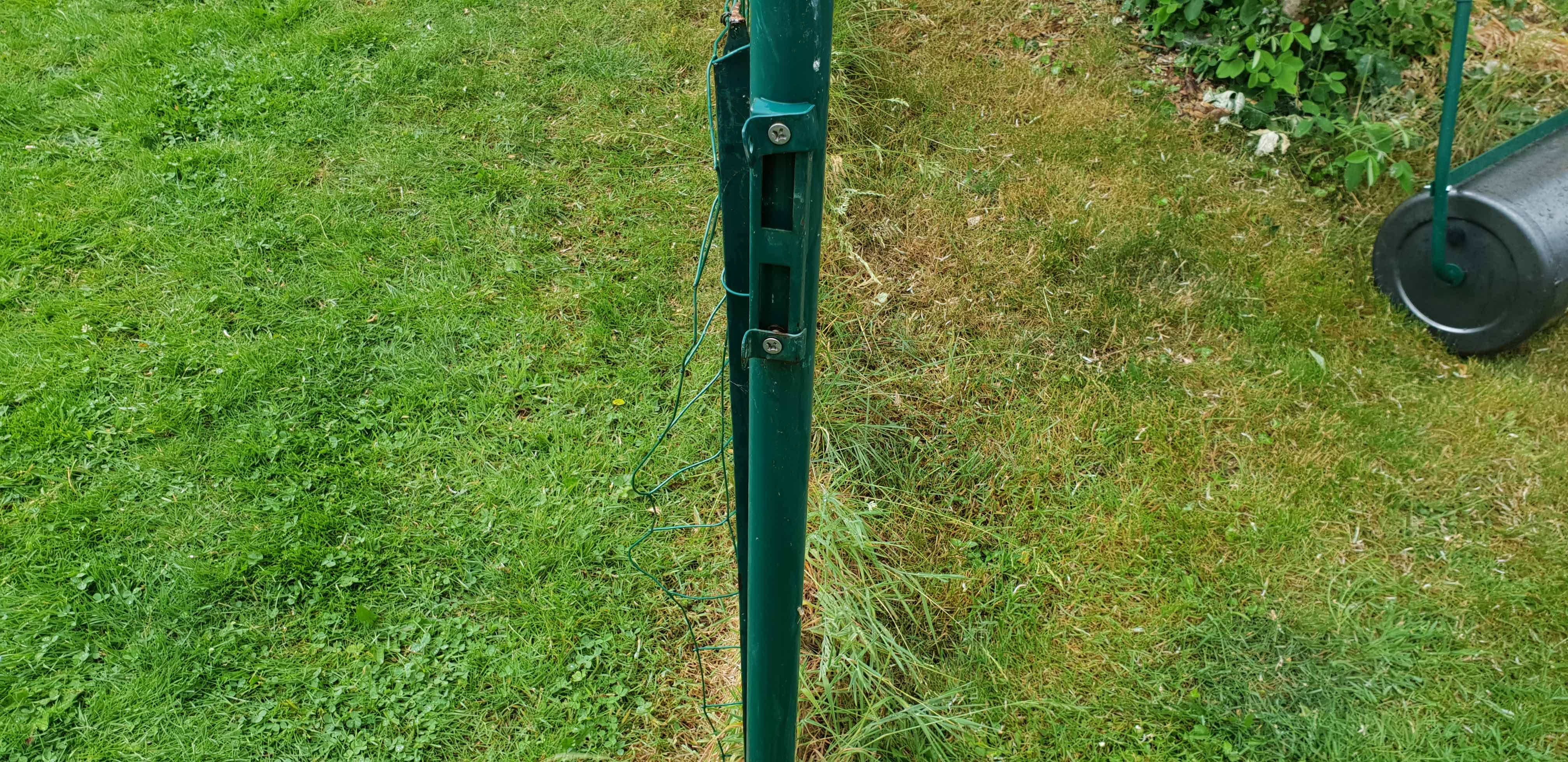
Pelouse scarifiée (à gauche) et non (à droite - présence de feutre). Photo deux mois après la scarification.

Un sol devient compact à cause des pluies, des arrosages et du piétinement fréquent. Le scarificateur découpe le feutre superficiel du sol dû à l'enchevêtrement des racines. La scarification améliore les échanges air et eau avec le sous-sol.  

### Période et époque
Il est préférable de scarifier un sol légèrement humide, car il permet aux couteaux de découper le feutrage sans encombre. La scarification est à pratiquer deux fois par an  :
- au printemps (mars), après les gelées et avec les premières tontes : il redonne de la fraîcheur à la pelouse et la débarrasse de la couche de feutre qui s'est formée pendant l'hiver.
- à l'automne (novembre), avant les premières gelées de fin d'année : pour réduire la présence des mauvaises herbes voire pour ressemer la pelouse avec un gazon de regarnissage (l'automne étant la saison la plus propice aux semis)[6]

Après la scarification, il convient de retirer rapidement les déchets, sans quoi la pelouse continuera d'être étouffée.  
En dehors de ces périodes, il est déconseillé de scarifier lors des gelées ou des fortes chaleurs, car les dégâts et les risques d’endommager la pelouse sont supérieurs aux bénéfices. 
Par exemple, il est déconseillé de scarifier lors des grosses sécheresses, car la terre, trop dure, n'est pas assez malléable. Il n'est pas non plus souhaitable de scarifier une pelouse trop humide, au risque d'occasionner un travail trop grossier du sol.

### Mise en œuvre et modèles
- Pour les petites surfaces à traiter (< 100 m2), il suffit d’utiliser un scarificateur-râteau, modèle manuel appelé aussi racloir[11]. Il devra être passé dans un sens puis dans le sens perpendiculaire.
- Pour les grandes surfaces, un scarificateur motorisé évite la fatigue et permet un gain de temps. Il existe des modèles électriques (pour les surfaces < 500 m2) ou thermiques (au delà, ils ont l'avantage de l'absence de fil électrique et sont plus puissants)[6].

### Aération
L’aération consiste à faire des trous dans la pelouse à l’aide d’un appareil qui permet une meilleure pénétration de l’air, de l’eau et des engrais.

Pour réaliser l'aération des petites surfaces, on utilise un aérateur manuel, des chaussures à clous appelées aussi patins aérateurs, ou une fourche bêche que l’on enfonce dans le sol. Contrairement à certaines idées reçues, le scarificateur ne permet pas d'aérer véritablement le terrain car ses couteaux ne pénètrent pas suffisamment profondément dans le sol.

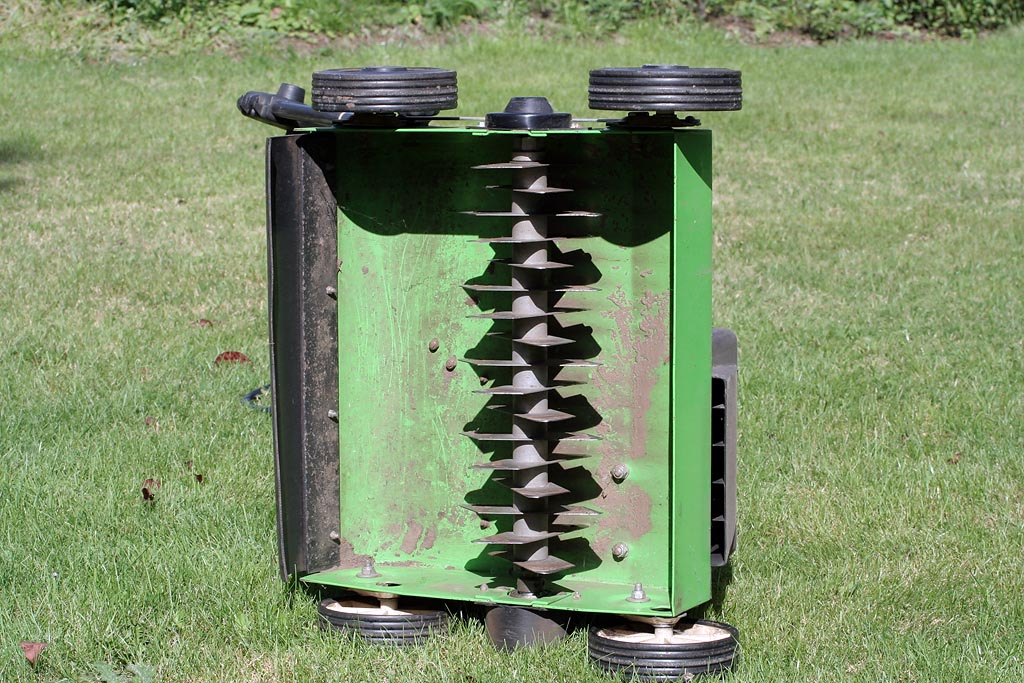
Partie inférieure du scarificateur à couteaux.

### Outils de coupe
Les outils de coupe de ces modèles sont :
- À peignes, pour arracher les mousses du sol en grattant
- À couteaux, qui arrachent aussi les mousses mais vont plus en profondeur (jusqu'à 4 à 5 mm dans le sol). Ils permettent l'aération superficielle de la terre. Ils équipent les scarificateurs électriques et thermiques[10],[6]

## Protections
- Pour les scarificateurs à essence, un protège-oreilles est conseillé pour éviter les agressions sonores.
- Pour se protéger les mains, lors du nettoyage du carter et des griffes, il est conseillé de porter des gants en cuir.

## Avantages

### Élimination mécanique des mousses
La scarification permet une bonne élimination mécanique des mousses. Le travail au printemps permet de dégager la pelouse pour son développement.   
À l'inverse, un traitement chimique des mousses, avec des composés comme le sulfate de fer, bien que radical, ne permet pas de recycler les mousses au compost. Et comme il acidifie le sol, il est propice à la réapparition future de mousses tout en affectant la faune (vers de terre) et les micro-organismes du sol.   

### Favorise la résistance du gazon
La scarification oblige les graminées à se réenraciner plutôt que de développer des tiges de plus en plus longues et des racines superficielles.     

## Compostage et paillis

### Compostage
La mousse retirée par scarification peut être compostée. Cependant, ce sont des résidus pauvres, leur décomposition est donc assez longue. Par conséquent, il est préférable de les réincorporer en quantité modérée, en mélange avec d'autres végétaux. Les mousses et les lichens contribuent à alléger le compost, car ils se tassent peu à la différence des tontes de pelouse par exemple.  

### Paillis
Certains déconseillent de l'utiliser en paillis, du fait du risque de dissémination des graines. D'autres préconisent d'utiliser la mousse pour pailler les plantes de terre de bruyère, comme les hortensias, les rhododendrons, les azalées ou les camélias.   

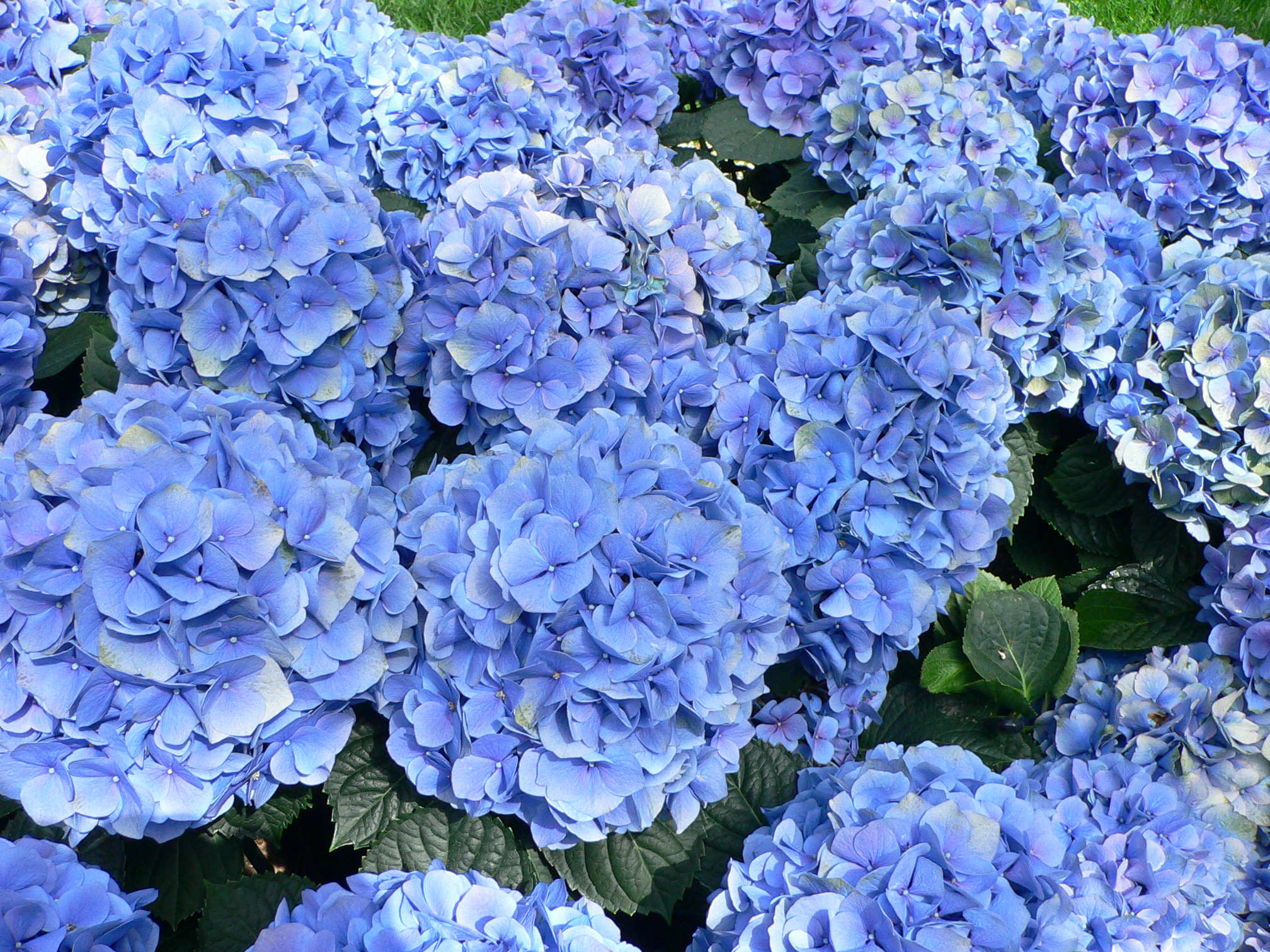
Hortensia bleu.
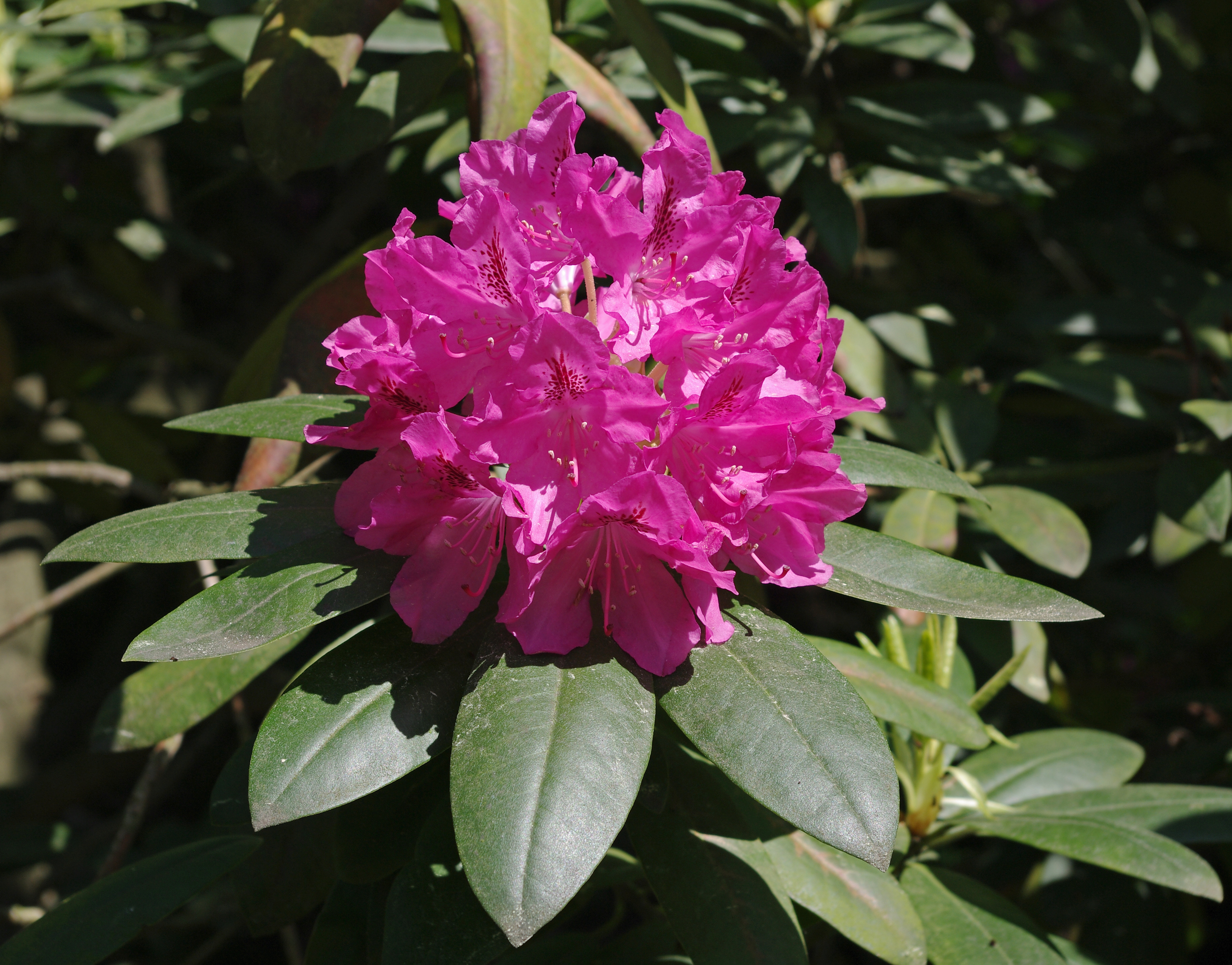
Rhododendron.
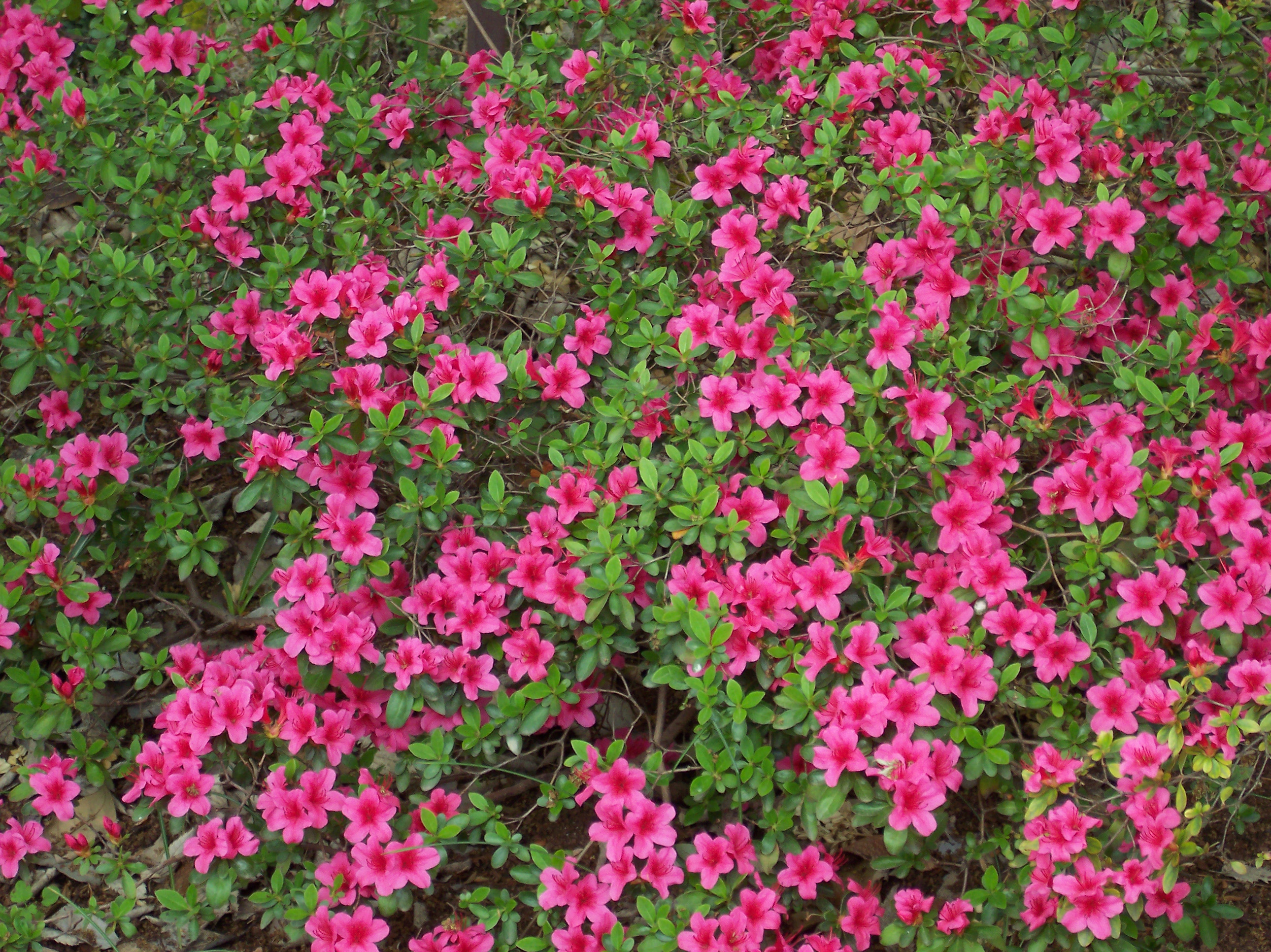
Azalée japonaise.
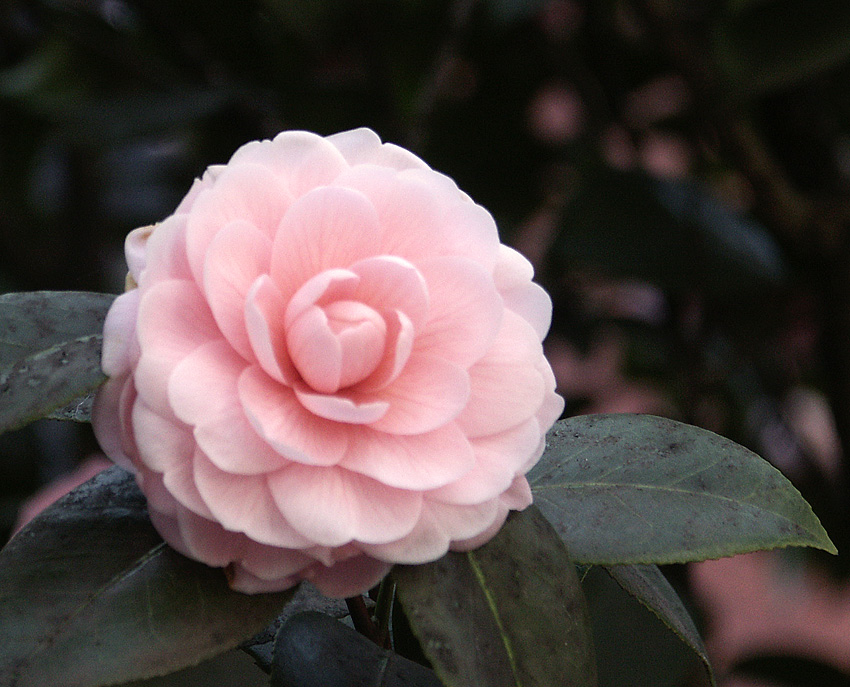
Camélia.

## Précautions

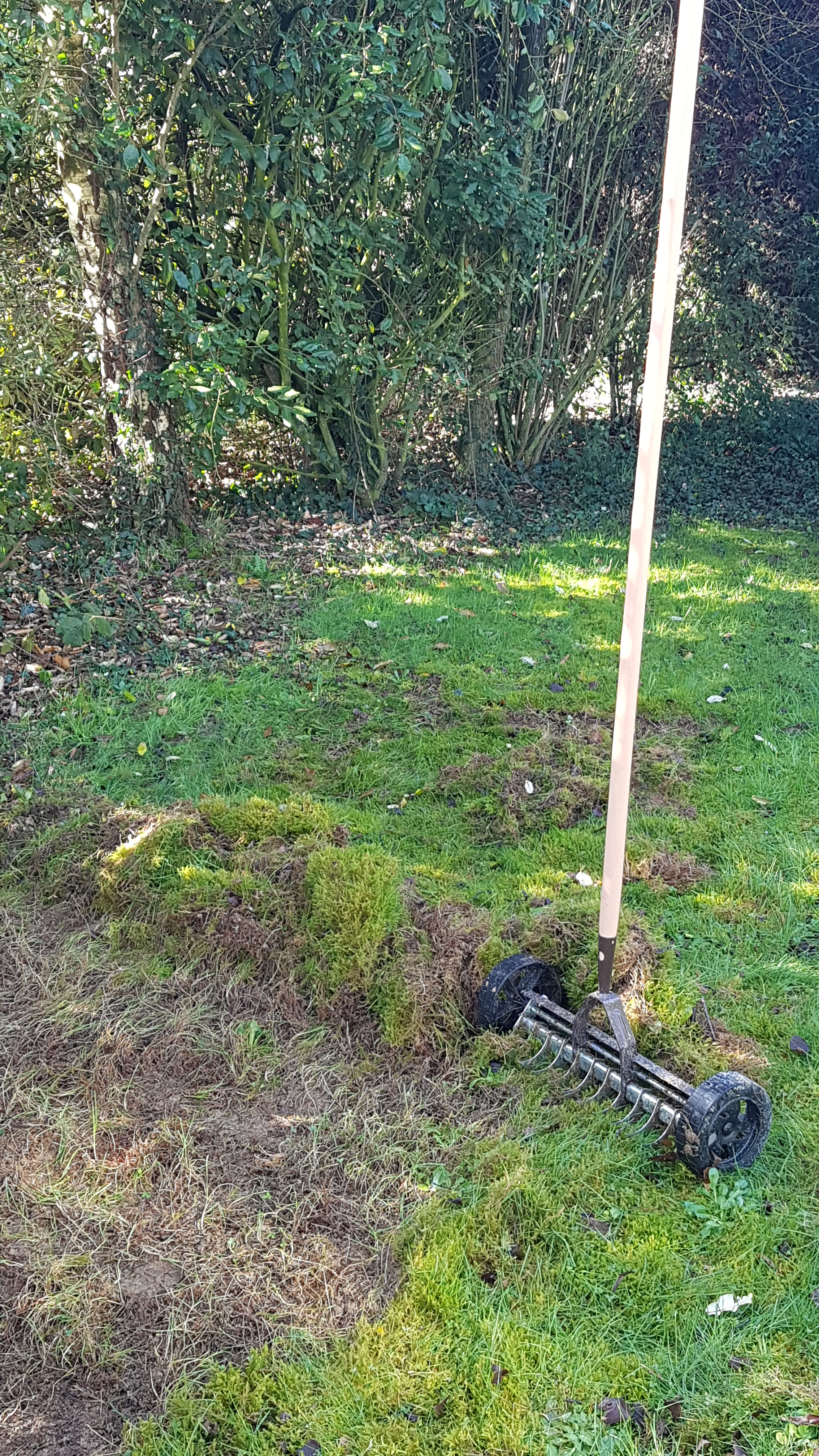
Scarificateur manuel et mousse éliminée.

### Avant la scarification
- Tondre le gazon en laissant au minimum 2 ou 3 cm de pelouse[6].
- Le sol doit être légèrement humide, mais ni détrempé, ni trop sec[10],[11].
- Le scarificateur doit être réglé pour gratter au maximum entre 2 et 4 mm sous la surface de la terre. Au-delà de 4 mm, une opération trop profonde détruirait les racines de la pelouse au lieu de l'aider à mieux respirer. La scarification consiste à gratter pas à labourer[4],[11].

Durant la scarification
- La scarification croisée est optimale, il est recommandé de passer le scarificateur sur le gazon une fois dans la longueur et une autre dans la largeur, pour éviter de ménager un axe du feutre non scarifié[6],[11].
- Pour le ramassage des résidus, les scarificateurs à bac (amovible) existent, mais le bac se remplit en général très vite, car le volume des déchets végétaux remontés à la surface est généralement très important (surtout pour les premières opérations). De fait beaucoup pratiquent la scarification sans bac et ramassent ultérieurement.

Après la scarification
- Il est indispensable de ramasser soigneusement tous les résidus (mousses et déchets verts) afin de ne pas étouffer la pelouse. Il est possible de procéder manuellement avec un râteau à gazon. Mais il est pratique de passer la tondeuse classique, équipée de son bac de ramassage, puis de parfaire le résultat si nécessaire avec le râteau à gazon. La tondeuse à bac retire environ 80 % des résidus de la scarification, et selon le niveau d'exigence, les 20 % restants peuvent être abandonnés sur la pelouse, où ils feront office d’humus (décomposition organique) c’est-à-dire office d’engrais naturel, ou retirés au râteau à gazon.
- Des scarificateurs à bacs existent, mais ils sont souvent peu puissants et de fait limités en aspiration pour le ramassage.
- Le réensemencement et la fertilisation : dans le cas où la pelouse est devenue par endroits trop clairsemée, il est préférable de la réensemencer, mais uniquement au niveau des trous. Puis il est préférable de la nourrir par de l’engrais ou par terreautage, et ensuite de légèrement la tasser avec le dos d'une pelle ou avec un rouleau à gazon selon la surface, et enfin d'arroser à raison de 3 à 5 l/m2[6],[16].
- Juste après la scarification, la pelouse reste fragilisée pendant quelques jours. Il faut donc éviter de la fouler pendant cette durée[6].